# Cosmopolitaine
Cosmopolitaine était une émission de radio produite et présentée par Paula Jacques, romancière et productrice-présentatrice de France Inter.

## Présentation
L'émission existait depuis 1999, les dimanches après-midi à 14 h sur l'antenne de France Inter, en direct. Paula Jacques y partageait chaque semaine son enthousiasme pour la littérature et le cinéma du monde entier. À ses côtés les chroniqueurs Marie-Madeleine Rigopoulos pour la littérature (auparavant Pascale Roze) et Laurent Bourdon pour le cinéma ( en remplacement de Christine Haas )[Quand ?].
En septembre 2010, la durée a été réduite d'une heure.
L'émission littéraire de France Inter prend fin en 2016, du fait du départ à la retraite de sa productrice et présentatrice Paula Jacques.

## Équipe
- Production et animation : Paula Jacques, assistée de Fanny Leroy.
- Réalisation : Michelle Soulier
- Programmation musicale : Jean-Baptiste Audibert.